# Brookwetterung
El Brookwetterung també anomenat Alte Brookwetterung o Brookwettern és un curs d'aigua a l'estat d'Hamburg a Alemanya.
Neix a la reserva natural del Borghorster Elblandschaft a Altengamme. Desemboca a l'Schleusengraben a Bergedorf que desguassa via el Dove Elbe i l'Elba al mar del Nord.

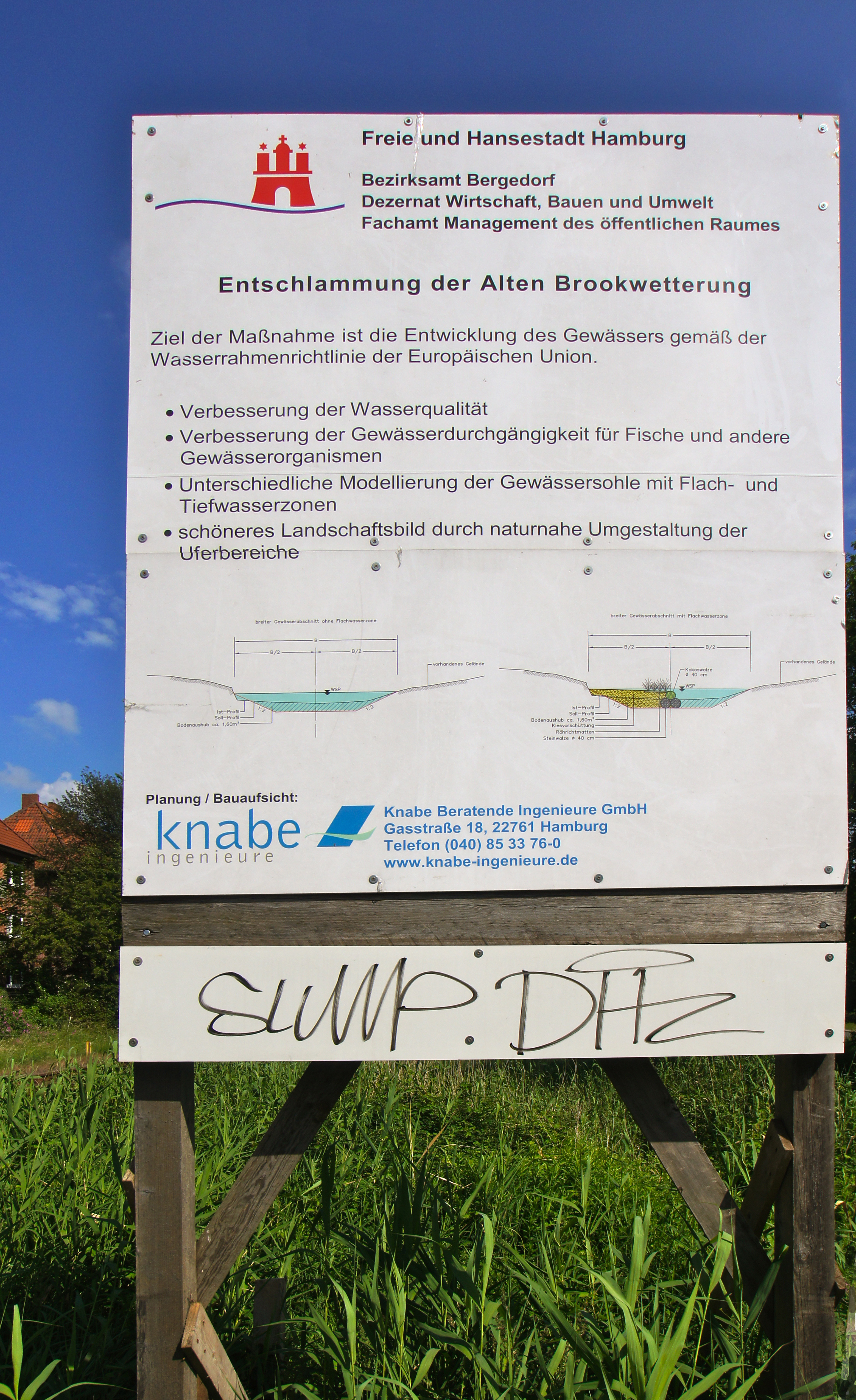
Infotaula de l'ajuntament d'Hamburg sobre la renaturalització del rec

Del seu naixement al dic principal de l'Elba al sud d'Altengamme fins al carrer Speckenweg es diu «Brookwetterung», d'ençà cap al desembocament el seu nom canvia en «Alte Brookwetterung». Antigament, es deia també Mersweteringe. Ambdues denominacions tenen la mateixa significació: wetering del brook o del meers, dues paraules baix alemanyes que signifiquen el mateix: prats molls.
El riu segueix el Brookdeich (= dic dels aiguamolls) que fa la fontera entre els municipis de Börnsen i d'Altengamme, a la transició del geest de la riba dreta de l'Elba i de la plana al·luvial. El seu curs superior forma des del 1420 la frontera entre els Vierlande hamburgueses i el ducat de Holstein, més avall forma la frontera entre Bergedorf i Curslack. El seu curs sinuós, malgrat unes rectificacions, indica que es tracta d'un antic priel de l'Elba quel l'home va servir-se per a crear pòlders aptes al conreu als Vierlande des del segle xii.
L'obra de renaturalització ja va començar el 1992, quan un primer tram d'1,2 km va ser remodelat i continuarà fins al 2011 i enllà. També s'estan construint uns passos de peix a la resclosa de desguàs a prop del carrer Polhof i més amunt, en el marc de la directiva europea de l'aigua. La cerca d'un equilibri entre el recapte per a la natura a Hamburg i les preocupacions dels riberencs que temen les inundacions necessita molta diplomàcia i comunicació.
Quan es va construir l'autopista A25, es va excavar un nou efluent per a descarregar el riu i desguassar directament al Dove Elbe. Aquest braç porta el mateix nom.

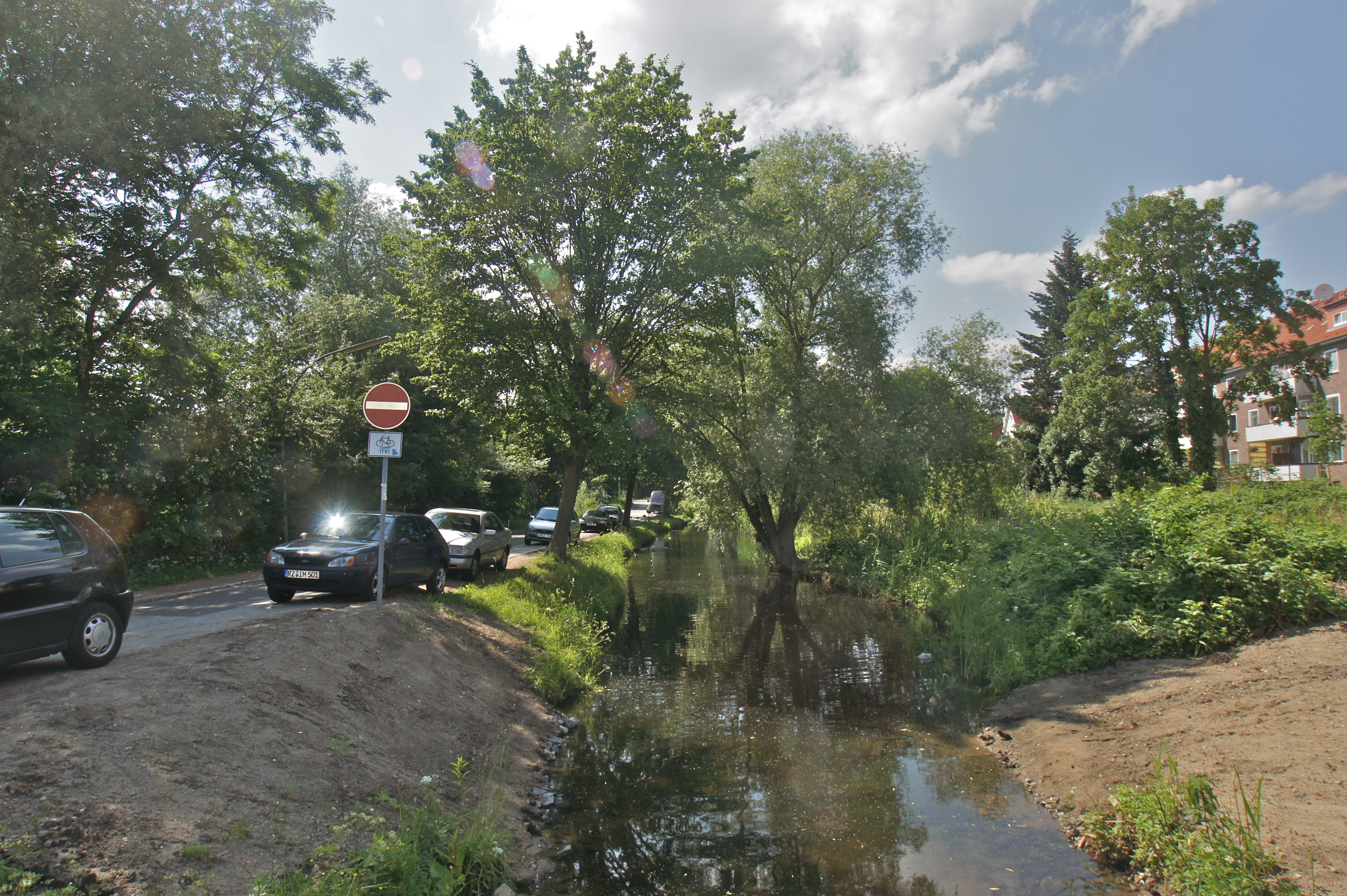
A la cruïlla del Brookdeich i del carrer Curslacker Heerweg
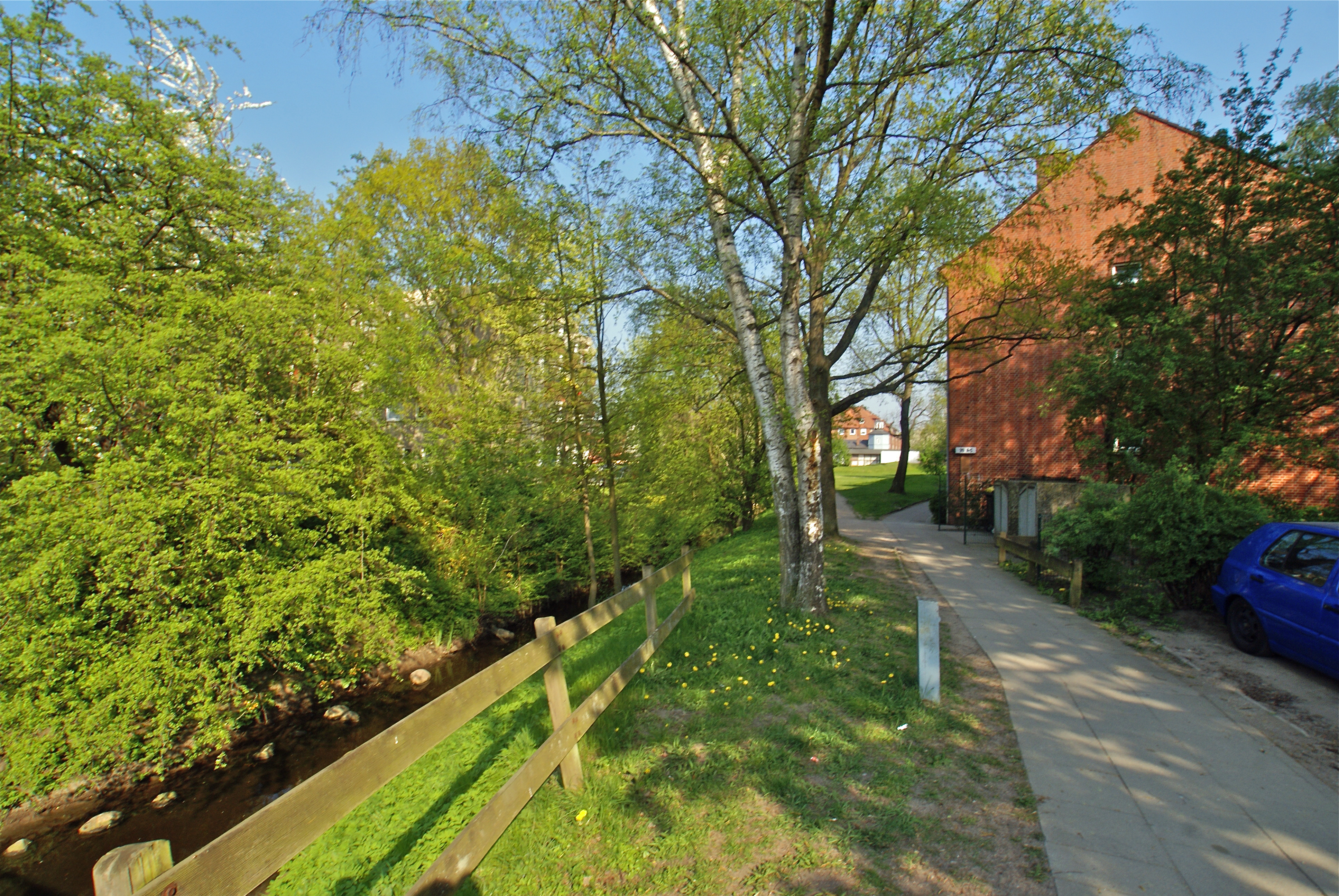
Al llarg del dic Brookdeich
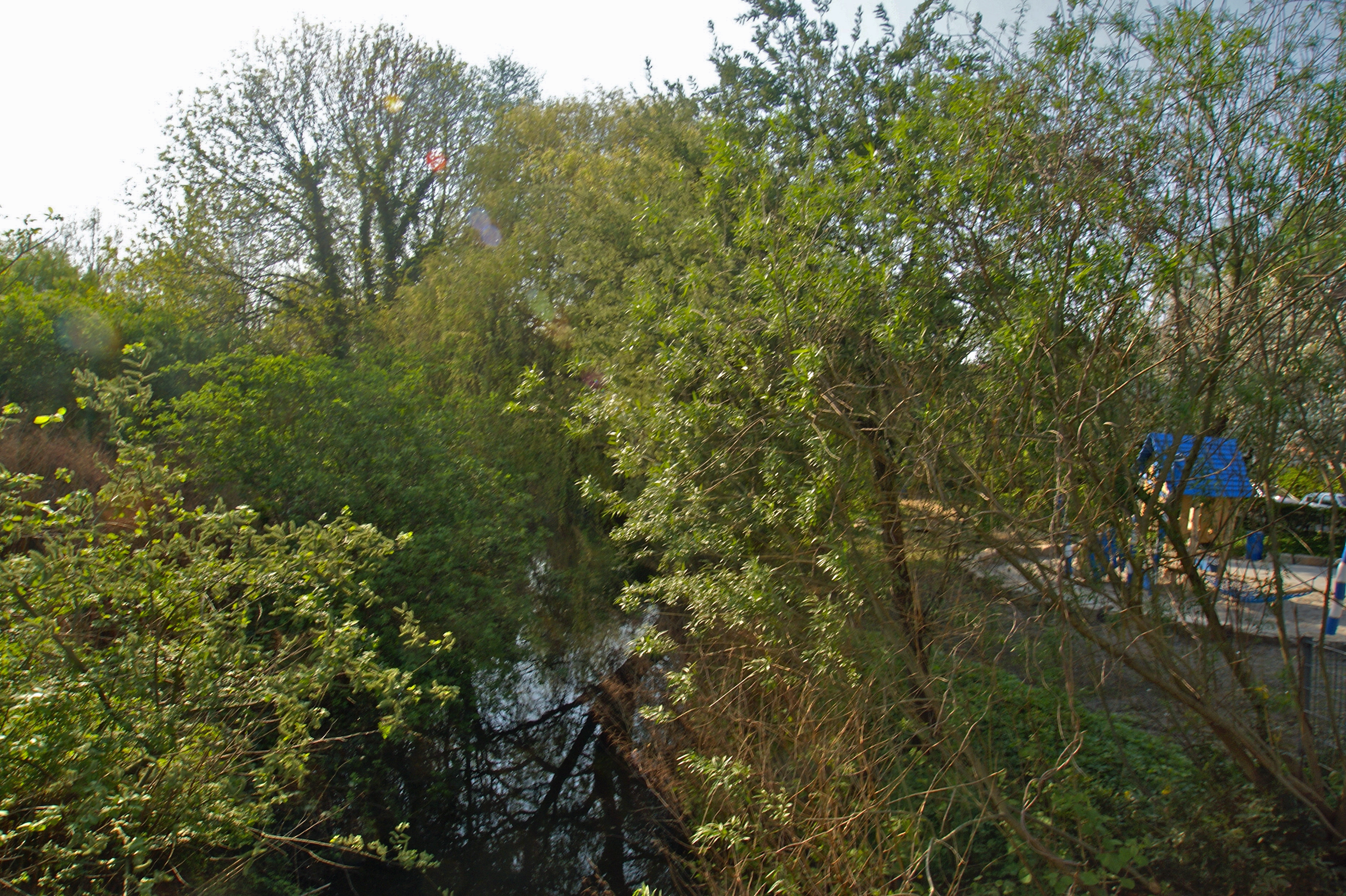
Des del pont dels carrer Vierlandenstraße

## Afluents
- Schulenbrooksbek
- Grenzgraben
  - Dalbek
- Knollgraben
- Bis